# Upalne lato
Upalne lato (tur. Susuz yaz) – turecki film z 1964 roku w reżyserii Metina Erksana. Film zdobył nagrodę Złotego Niedźwiedzia na 14. MFF w Berlinie. W 1964 został też zgłoszony jako turecki kandydat do rywalizacji o 37. rozdanie Oscara w kategorii najlepszego filmu nieanglojęzycznego, ale nie uzyskał nominacji.